# 周閑
周閑（1820年—1875年），字存伯、又字小園，號范湖居士，浙江秀水（今嘉興）人。
出身武宦，早年僑居上海。道光末年（1850年）客居吳縣，同治初官新陽令，與大吏齟齬，掛冠求去，後流寓蘇州、上海，賣畫自給。擅畫山水花卉，風格遠承陳白陽、李復堂，道光二十八年（1848年），兩人在錢塘（今杭州市）結識任熊，任熊寓居周家的範湖草堂三年，與陳淳、李鱔合而為一。尤工篆刻。書齋名範湖草堂、退娛堂。